# Laguna de Sete Cidades
La laguna de Sete Cidades (en portugués, Lagoa das Sete Cidades) es un doble lago situado en un enorme cráter, en la isla de San Miguel, en el archipiélago portugués de las Azores. Se compone de dos ecológicamente diferentes pequeñas lagunas (Laguna Azul y Laguna Verde) conectadas entre sí por un paso estrecho (y cruzado por un puente), que se encuentra dentro de un volcán inactivo en el tercio occidental de la isla de San Miguel. La Laguna de las Sete Cidades parte de un paisaje natural de interés comunitario: es el mayor cuerpo de agua en la región y uno de los recursos de agua dulce más importantes del archipiélago. La laguna está clasificada como Paisaje Protegido, por decreto del gobierno regional.

## Geografía
La laguna está situada dentro de la caldera del macizo de Sete Cidades, en un antiguo volcán, formada sobre varias capas de cenizas, piroclastos, lavas basálticas y traquita. Es un estratovolcán construido a partir de las fases alternas de eyecciones explosivas y efusivas, de las erupciones antes de la caldera predominantemente basálticas, una etapa traquítica de formación y una etapa posterior a la caldera, que consiste en alternar erupciones de basalto y traquita. La erupción de la caldera de formación fue provocada por una inyección de basalto en una cámara de magma traquítica poco profunda. 
Estas estructuras geomorfológicas permiten variar las propiedades hidro-químicas y produce muchos tipos de redes de circulación de los manantiales y el agua. En general, las formaciones con las buenas características hidrodinámicas son las zonas con flujos de lava, piroclastos basálticos y/o de piedra pómez, condicionado por las altas temperaturas, se han producido condiciones impermeables. Los acuíferos son dependientes de menor permeabilidad, volcanes o secundaria con importantes volúmenes de hidro-geológica. En consecuencia, la acumulación de ceniza en el fondo de los cráteres y calderas han condicionado la formación de lagos.
Aunque a nivel hidrológico, la Laguna de las Siete Ciudades es un lago (que sólo es dividido por un puente), la mayoría de la gente se refiere a ella en términos de dos órganos separados: Lagoa Verde y Lagoa Azul. Literalmente, la Laguna Verde y la Laguna Azul (respectivamente), que se denominan así por el reflejo del pigmento de los cuerpos: cada lado del lago refleja la luz del sol en diferentes colores.

## Galería de imágenes

Panorámica de ambas lagunas.
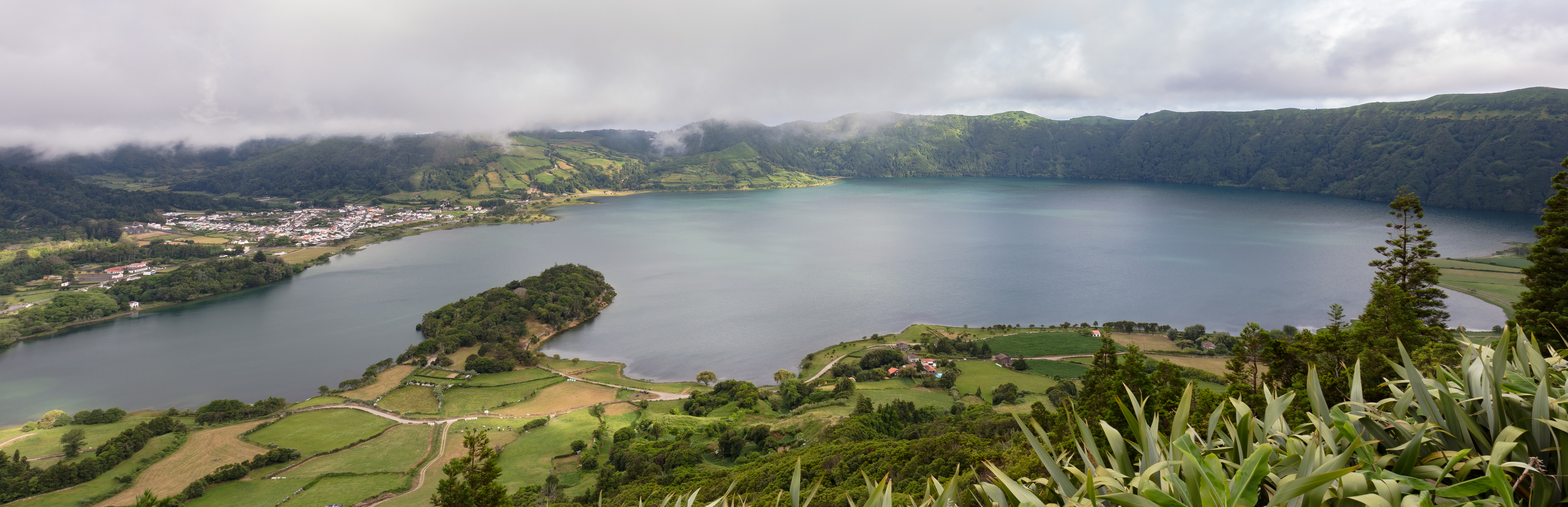
Vista general de la laguna azul.
Vista de la laguna azul desde el puente que lo separa de la laguna verde.
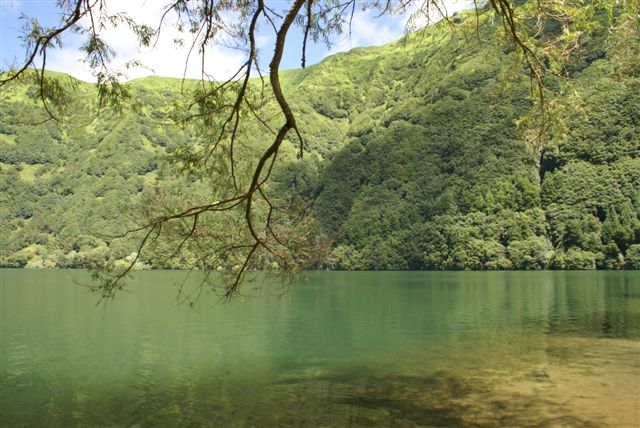
La laguna azul vista desde el borde del agua, las floraciones de fitoplancton han causado que el agua normalmente azul parezca verde.
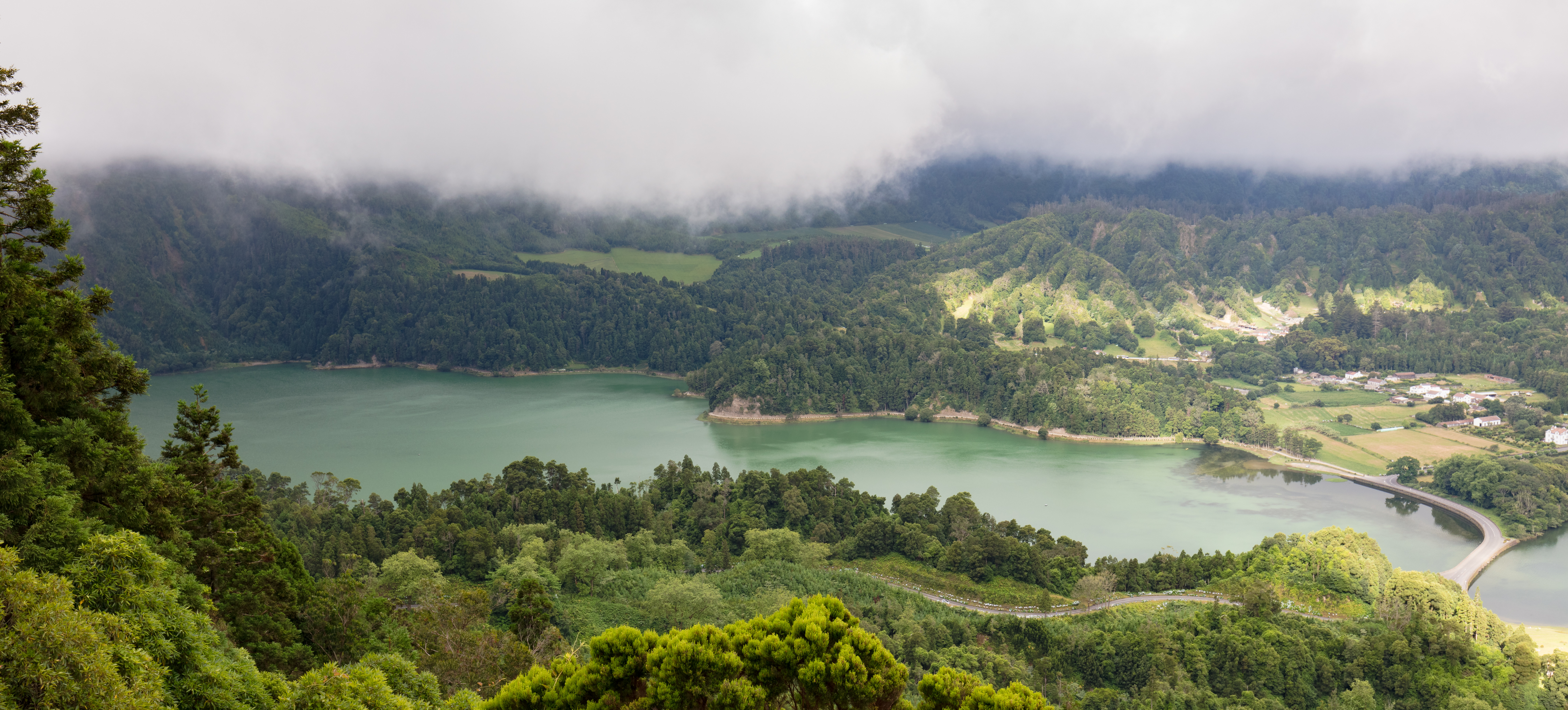
Vista general de la laguna verde.
Vista de la laguna verde desde el puente que lo separa del lago azul.